# Eve Titus
Eve Titus (n. 16 iulie 1922, New York City, New York, S.U.A. – d. 4 februarie 2002, Orlando, Florida, S.U.A.) a fost o scriitoare de cărți pentru copii în care personajele sunt șoareci antropomorfici.
Cele mai celebre personaje ale sale sunt Anatole, un șoarece francez eroic și descurcăreț, și Basil of Baker Street, un șoarece detectiv particular din Anglia victoriană care-l imită pe Sherlock Holmes. Ambele personaje au fost subiecte ale unor adaptări pentru filme de animație; printre acestea se află The Great Mouse Detective (1986), un film clasic de animație realizat de studiourile Disney. Aproape toate cărțile Evei Titus au fost ilustrate de Paul Galdone.
Ea a fost pianistă de concerte și a mai publicat în reviste și poeme și povești pentru copii.

## Cărți
- Anatole
  - Anatole (1956)
  - Anatole and the Cat (1957)
  - Anatole and the Robot (1960)
  - Anatole Over Paris (1961)
  - Anatole in Italy (1963)
  - Anatole and the Poodle (1965)
  - Anatole and the Piano (1966)
  - Anatole and the Thirty Thieves (1969)
  - Anatole and the Toy Shop (1970)
  - Anatole and the Pied Piper (1979)

- Basil of Baker Street
  - Basil of Baker Street (1958)
  - Basil and the Lost Coloney (1964)
  - Basil and the Pygmy Cats (1971)
  - Basil in Mexico (1976)
  - Basil in the Wild West (1982)

- Altele
  - The Kitten Who Couldn't Purr (1960)
  - Mouse and the Lion (1962)
  - Mr Shaw's Shipshape Shoeshop (1970)
  - The Two Stonecutters (1967)
  - Why the Wind God Wept (1972)